# Albert Hinchley
Albert Aubrey Hinchley (1869 – 1922) là một cầu thủ bóng đá người Anh thi đấu ở Football League cho Aston Villa.